# Emma Sandys
Emma Sandys foi uma pintora e gravadora britânica, conhecida por suas obras que exploravam temas mitológicos, literários e alegóricos. Nascida em uma família de artistas, ela era irmã do pintor e gravador Frederic Sandys, que teve influência significativa em sua formação artística. Emma destacou-se não apenas por seu talento, mas também por sua posição em um período em que as mulheres artistas enfrentavam consideráveis desafios para serem reconhecidas no mundo da arte.

## Formação e Estilo
Emma Sandys estudou na Escola de Arte de Londres, onde desenvolveu suas habilidades técnicas e artísticas. Sua formação incluiu o estudo de técnicas de pintura e gravura, com foco em detalhes precisos e uma paleta de cores vibrantes. Seu estilo é frequentemente associado ao movimento pré-rafaelita, que enfatizava a beleza da natureza e a representação emocional de temas. Embora não fosse oficialmente membro da Irmandade Pré-Rafaelita, suas obras refletiam a estética e os ideais desse movimento, especialmente em sua abordagem detalhista e na escolha de temas literários e históricos.

## Temas e Contribuições
As obras de Emma Sandys muitas vezes exploravam mitos clássicos, histórias da literatura e figuras femininas da cultura. Ela tinha uma habilidade especial para retratar a beleza e a fragilidade das mulheres em seus trabalhos, muitas vezes enfatizando a força e a profundidade emocional de suas figuras. Entre suas obras mais notáveis estão The Ghost of a Flea e The Coming of the Prince, que exemplificam seu interesse por narrativas complexas e simbolismo. Sandys também era conhecida por suas pinturas de retratos, que capturavam a personalidade e o caráter de seus modelos.
Além de sua prática como pintora, Emma Sandys também se dedicou à gravura, contribuindo para a disseminação de sua arte por meio de reproduções. Sua obra gráfica permitiu que um público mais amplo tivesse acesso ao seu estilo e temas, consolidando sua reputação como artista.

## Reconhecimento e Legado
Durante sua vida, Emma Sandys teve a oportunidade de expor suas obras em importantes exposições, incluindo o Royal Academy of Arts e a New Gallery em Londres. Apesar de seus talentos, ela frequentemente lutava contra o preconceito de gênero que limitava o reconhecimento das mulheres na arte.Infelizmente, Emma Sandys teve uma carreira relativamente curta, falecendo em 1877, aos 34 anos, em consequência de problemas de saúde. Após sua morte, sua obra foi inicialmente esquecida, mas, nas últimas décadas, houve um renascimento do interesse por sua arte. Hoje, ela é reavaliada como uma importante figura na história da arte britânica do século XIX, cuja contribuição ao movimento pré-rafaelita e à representação feminina merece ser celebrada. Emma Sandys representa uma das vozes artísticas femininas que desafiaram as normas de sua época, usando sua arte para explorar temas complexos e emocionais. Sua habilidade técnica, combinada com a profundidade de suas temáticas, faz dela uma artista digna de reconhecimento e estudo na história da arte.